# Австрийский схватывающий узел
Австри́йский схва́тывающий у́зел, также кле́мха́йст (клейм-хест, кле́ймхест, англ. Klemheist Hitch) — схватывающий однонаправленный временный узел (направленный только вниз), применяемый в альпинизме, скалолазании, спелеотуризме. Существуют два варианта узла — прямой, обратный. Завязывают репшнуром диаметром 7 мм вокруг 10 мм основной альпинистской верёвки. Подходит для использования на обледенелых верёвках. Узел — надёжен. Используют для самостраховки и полиспаста.

## Варианты узла
Прямой
Прямой вариант узла (Klemheist Hitch) обычно применяют для натяжения навесной переправы. В этом случае вяжут из двойного 7—8 мм репшнура. Делают 4—6 оборотов петли вокруг верёвки снизу вверх. Количество оборотов зависит от материала и желаемого трения.
Обратный
Обратный вариант узла (Hedden Hitch) часто применяют для самостраховки на вертикальных перилах (как и узел Прусика). Делают обороты петлёй вокруг перильной верёвки сверху вниз.
Автоблок
Автоблок (Autoblock) или узел Маша́ра — по существу тот же узел, но на последнем этапе обе петли прощёлкивают в карабин, а не одна через другую.

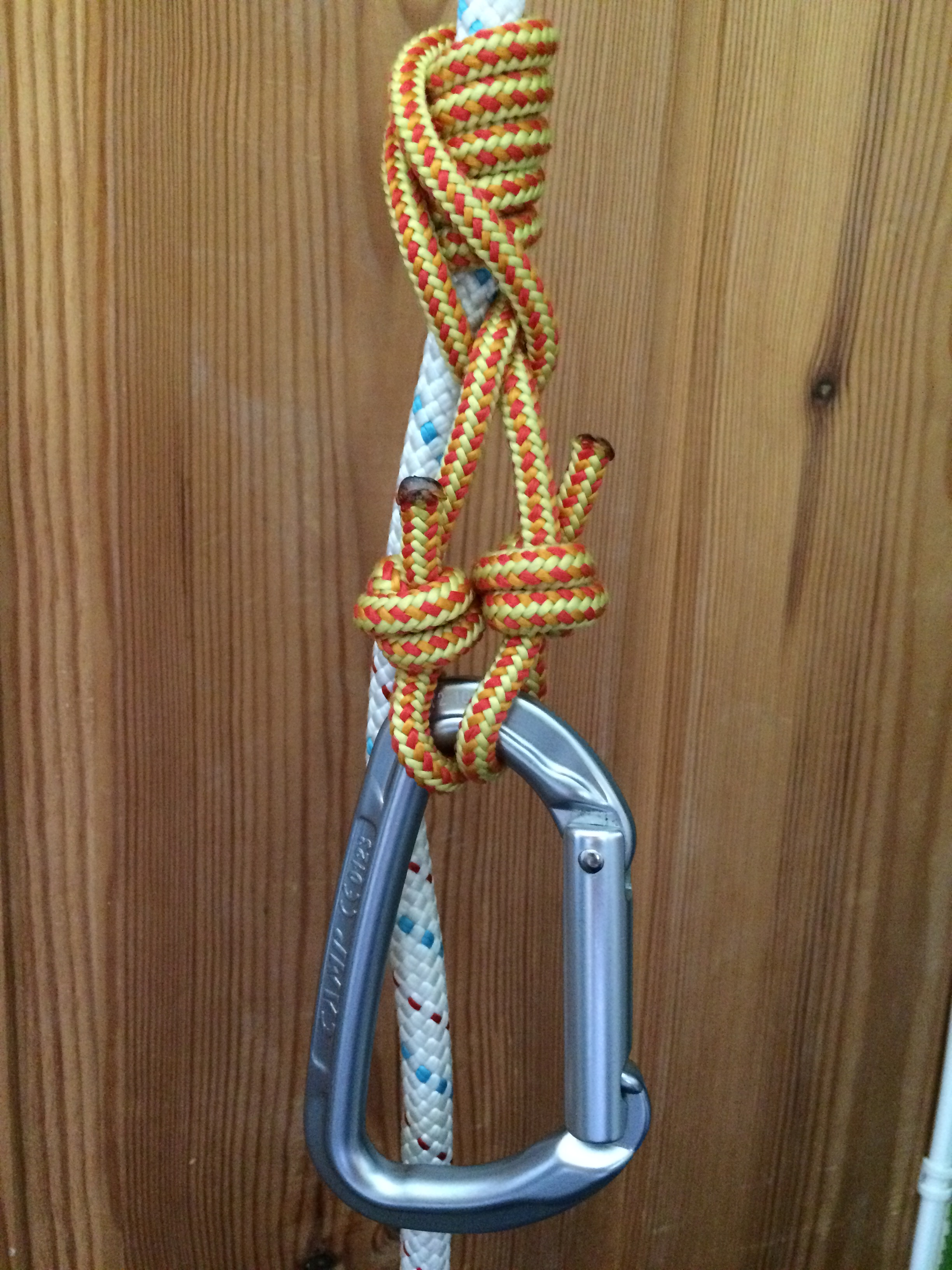
обратный вариант австрийского схватывающего узла (Hedden Hitch)
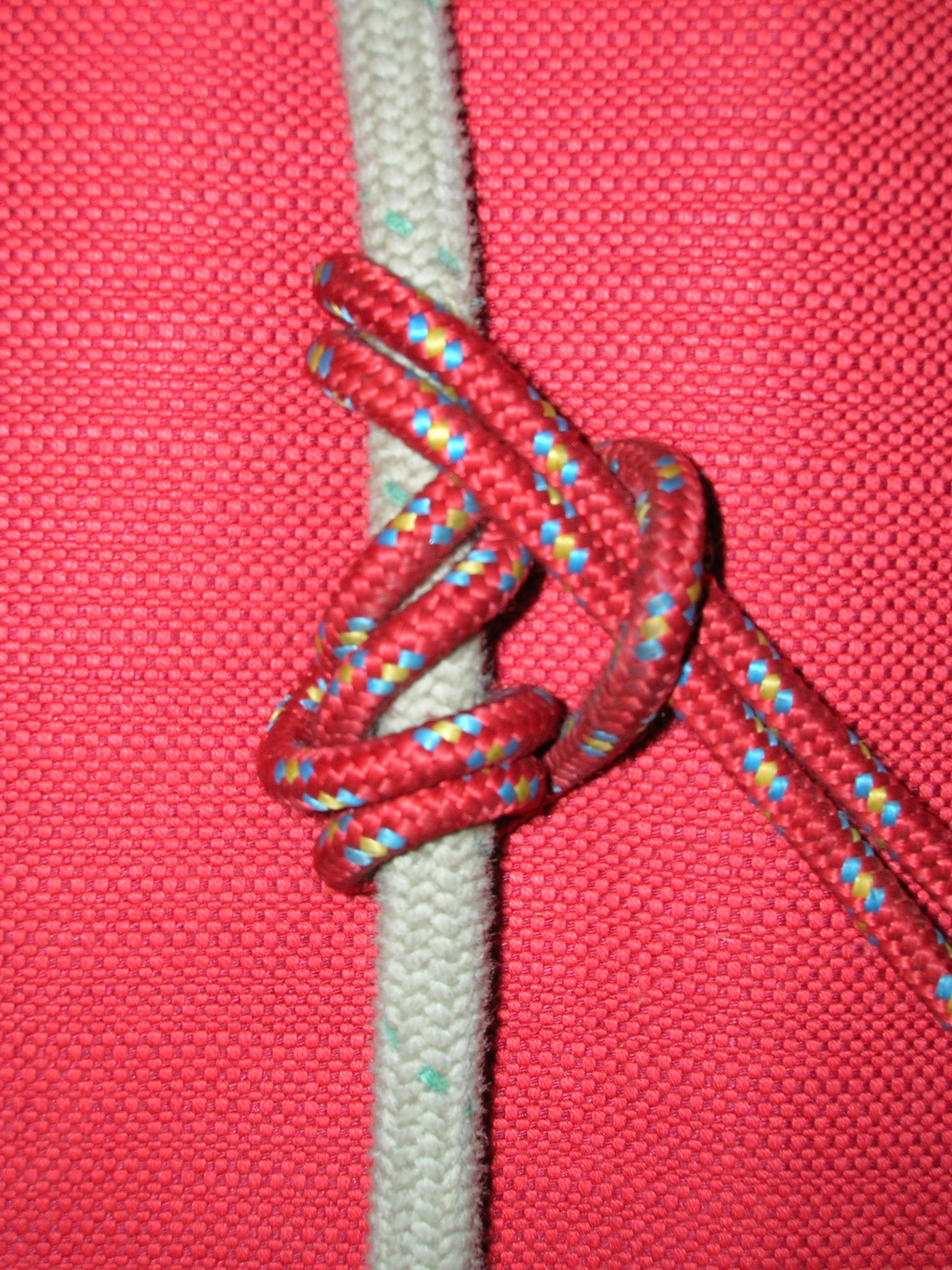
обратный вариант австрийского схватывающего узла (Hedden Hitch)
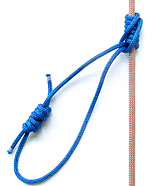
клемхайст (австрийский схватывающий узел)
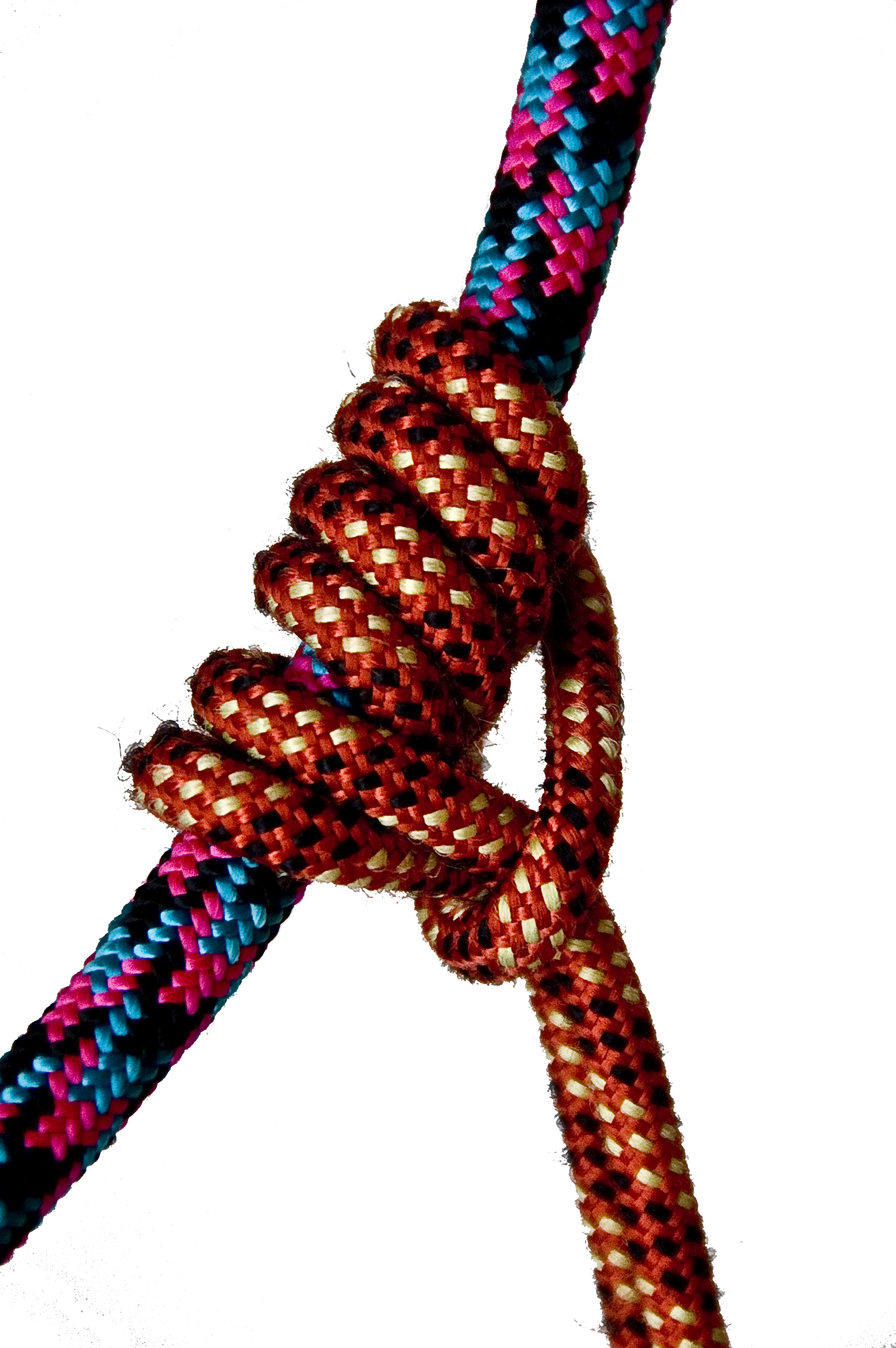
клемхайст (австрийский схватывающий узел)
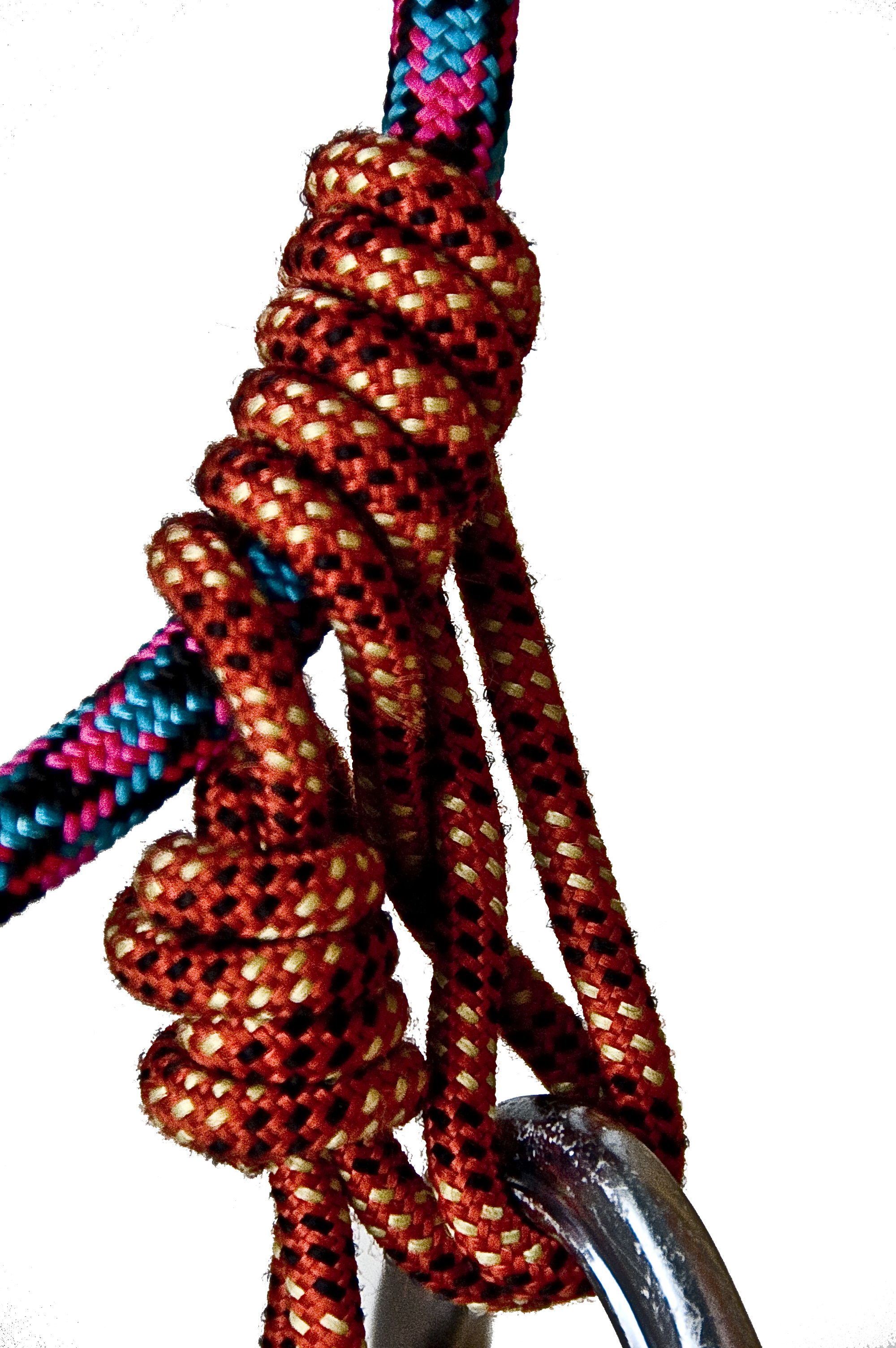
автоблок (французский схватывающий узел)

## Признаки
Плюсы
- Узел — надёжен на обледенелой верёвке[10]

Минусы
- Несколько способов завязывания
- Работает только при тяге вниз

## Применение
В морском деле
- Крепление блоков к рангоуту

В альпинизме
- Для самостраховки
- При наведении переправ
- В полиспасте